# 蒋光鼐故居
蒋光鼐故居，又名“荔荫园”，位于广东省东莞市虎门镇，抗日名将蒋光鼐出生于此并在此度过了少年时光。“荔荫园”始建于清朝道光年间，由蒋光鼐的祖父蒋理祥主持兴建。入口处书有门联一对：“造庐谁道龙犹卧，题户应嗤鸟是凡”。1988年，被公布为东莞市文物保护单位。2008年4月，蒋光鼐故居被列为东莞市爱国主义教育基地。2019年10月7日，由中华人民共和国国务院公布为第八批全国重点文物保护单位。

## 文物失窃
2012年3月2日晚，故居内展出文物被盗。共有6件馆内展挂书画作品被盗，其中画作5件、书法作品1件。这些被盗的书画作品均为蒋建国（蒋光鼐之子）的朋友赠送的。 随后，虎门当地警方用了5天时间破案，于2012年3月7日在深圳市宝安区将3名犯罪嫌疑人抓获，6件被盗字画已全部完好无损地缴回。